# Bernardka Lurška
Sveta Bernardka Lurška, rojena kot Marie-Bernarde Soubirous, francoska svetnica, * 7. januar 1844, Lurd (Lourdes), Hautes-Pyrénées, Francija, † 16. april 1879, Nevers, Francija.

## Življenjepis
Pri starosti 14 let se ji je dne 11. februarja 1858 v skalni votlini Massabiele (okcitansko massa vièlha - stara skala) prvič prikazala Marija z rožnim vencem v roki, do julija 1858 pa se ji je prikazala še 17-krat. 
Po njeni smrti v letu 1879 je njeno telo ostalo nestrohnjeno, svetišče v Lurdu pa je postalo največje romarsko središče na svetu, ki vsako leto privlači na milijone romarjev. 
Kljub začetnemu skepticizmu Rimokatoliške cerkve, so bila njena pričevanja na podlagi kanoničnih raziskav razglašena kot resnična. Beatificirana je bila leta 1925, za svetnico pa jo je razglasil papež Pij XI. v letu 1933. Je zavetnica bolnikov in Lurda.
Ko je 11. februarja 1858 pri starosti 14 let s sestro in prijateljico nabirala drva, je v skalni jami Massabielle nedaleč od Lurda doživela izkušnjo, ki je za vedno spremenila njeno življenje, pa tudi življenje mesta Lurd, kjer je živela. Na ta dan je doživela prvega od 18 prikazovanj »čudovite mlade gospe«, ki je stala v skalni niši. Drugi dve deklici nista videli ničesar. Trdila je, da jo je »gospa« prosila, naj se k jami vrača vsak dan naslednjih 15 dni. Najprej ji je mati to prepovedala, ampak Bernardka jo je prepričala, da jo je pustila. Bernardka je trdila, da je Gospa oblečena v belo tančico z modrim pasom, da ima na obeh stopalih zlato vrtnico in da v rokah drži rožni venec. Čeprav se »gospa« do 17. prikazovanja ni predstavila, so vaščani domnevali, da gre za Devico Marijo. Čeprav ji niso povsem verjeli, so ji kmalu množično sledili na njeni vsakodnevni poti, nekateri iz radovednosti, drugi pa iz vere v resničnost čudežnih prikazovanj.
Druge vsebine Bernardkinih prikazovanj so bile večinoma preproste, usmerjene k potrebi po molitvi in pokori. V 13. prikazovanju (2. marca) naj bi ji »gospa« rekla: Pojdi k duhovnikom in jim reci, naj tukaj zgradijo cerkev. Naj semkaj prihajajo procesije. V spremstvu dveh tet je šla s to prošnjo k lokalnemu duhovniku očetu Peyramalu, ki ji ni verjel in ji je rekel, naj se ji »gospa« najprej predstavi in naj v dokaz resničnosti naredi kak čudež. 
Na njeno vztrajanje naj bi se »gospa« končno predstavila v 17. prikazovanju, ko je rekla: Jaz sem Brezmadežno Spočetje.
V 9. prikazovanju naj bi ji »gospa« rekla, naj pije vodo iz izvira in se z njo umije. S prstom je pokazala pod skalo. Čeprav je tam našla samo majhno lužo in je bila voda umazana, jo je Bernardka ubogala. Naslednji dan je tam že izviral studenec.
Po 18. prikazovanju ni več čutila želje po obiskovanju jame, ljudje pa so še vedno množično hodili na mesto prikazovanj. Tam je danes največje Marijino svetišče.
Potem je Bernardka odšla v samostan usmiljenih in šolskih sester v Neversu, kjer se je posvečala negi bolnikov in z vezenjem ustvarjala čudovite okraske za mašna oblačila. Slava in pozornost ji nista bili všeč. Trpela je za hudo astmo in med enim od napadov so ji na njeno prošnjo prinesli vodo iz lurškega izvira. Od takrat se napadi niso več pojavili. Kasneje je zbolela za kostno tuberkulozo v desnem kolenu, vendar ni prosila za lurško vodo. Čeprav je spremljala razvoj romarskega središča v Lurdu, ni bila prisotna na posvetitvi Lurške bazilike Brezmadežnega spočetja leta 1876.

## Smrt in češčenje
Po dolgotrajni bolezni je 16. aprila 1879 umrla pri svojih 35 letih.
Njeno telo so leta 1909 izkopali iz groba po 30 letih, v prisotnosti škofa iz Neversa, dveh zdravnikov in drugih. Ugotovili so, da sta njen križ in rožni venec sicer oksidirala, njeno telo pa je ostalo nestrohnjeno. Tudi ta domnevni čudež je podpiral njeno kanonizacijo. Potem so jo umili in preoblekli in ponovno pokopali v novo dvojno krsto.
V letu 1919 so njeno telo izkopali drugič, leta 1925 pa tretjič. Njeno telo je še danes ohranjeno, čeprav je staro že skoraj 130 let. Mnogi romarji si ga lahko ogledujejo v Cerkvi Svete Bernardke v Neversu.
God svete Bernardke praznujejo v Franciji 18. februarja, drugod pa 16. aprila.